# Lee Moriarty
Julian Lee Moriarty (Pittsburgh, 6 de junio de 1994) es un luchador profesional estadounidense. Actualmente trabaja para All Elite Wrestling (AEW), donde actúa bajo el nombre de Lee Moriarty y es miembro de Shane Taylor Promotions. También actúa para su promoción hermana Ring of Honor (ROH), donde es el actual Campeón Puro de ROH en su primer reinado.

## Carrera de lucha libre profesional

### Primeros años (2015-2021)
Lee Moriarty comenzó a entrenar lucha libre profesional en febrero de 2015 con Brandon K y Dean Radford en Pro Wrestling eXpress (PWX) cerca de su ciudad natal de Pittsburgh. Hizo su debut ese mismo año.

### All Elite Wrestling / Ring of Honor (2021-presente)
En agosto de 2021, Moriarty fue reservado para su primer combate en All Elite Wrestling (AEW) para un episodio grabado de AEW Dark. Firmó con la promoción dos meses después. En el período previo a All Out 2022, Moriarty fue reclutado por Stokely Hathaway junto con Ethan Page, Colten Gunn, Austin Gunn y W. Morrissey. En el episodio del 14 de septiembre de Dynamite, se reveló que el nombre de su grupo era «The Firm» y que eran el «equipo de retención» de MJF que lo ayudaba cuando los necesitaba.
En septiembre de 2023, Moriaty unió fuerzas con Shane Taylor para reformar el antiguo stable de Taylor, «Shane Taylor Promotions». En julio de 2024 en Death Before Dishonor, Moriarty derrotó aWheeler Yuta para ganar el Campeonato Puro de ROH por primera vez.

## Campeonatos y logros
- Enjoy Wrestling
  - Enjoy Cup Championship (1 vez) [8]
  - Enjoy Cup Championship Tournament (2021) [9]
- IndependentWrestling.TV
  - IWTV Independent Wrestling Championship (1 vez) [8]
  - The Masked Wrestler Tournament (2020) [10]
- Lucha Memes
  - Battle of Coacalco (2021) [11]
- Pro Wrestling eXpress
  - PWX Heavyweight Championship (1 vez) [8]
  - PWX Three Rivers Championship (2 veces) [8]
  - PWX Tag Team Championship (1 vez) - con Crusher Hansen, Samuel Adams, Dirk Ciglar y Gannon Jones Jr. [8]
  - 10th Annual Shawn 'Shocker' Evans Memorial Tournament (2017) [12]
  - PWX Heavyweight Championship Tournament [13]
- Pro Wrestling Illustrated
  - Clasificado en el puesto 47 de los 500 mejores luchadores individuales en el PWI 500 en 2021
- Quaker City Wrestling
  - QCW Heavyweight Championship (1 vez) [14]
- Ring of Honor
  - ROH Pure Championship (1 vez, actual) [7]
- Ryse Wrestling
  - Ryse Grand Championship (1 vez) [8]